# Aixecament burkinès de 2014
L'Aixecament burkinès fou una sèrie de manifestacions i motins succeïts a Burkina Faso l'octubre de 2014 que es van multiplicar ràpidament a moltes ciutats del país. Aquests esdeveniments van començar en resposta a l'intent del President de Burkina Faso, Blaise Compaoré, de fer un canvi a la Constitució que li permetés d'allargar el seu mandat presidencial que ja durava 27 anys. Després d'un 30 d'octubre tumultuós en què va participar l'antic ministre de defensa Kouamé Lougué i en el qual hi va haver l'incendi de l'edifici del Parlament i d'altres edificis governamentals, així com la seu del partit al poder, el Congress for Democracy and Progress, Compaoré va dissoldre el govern i va declarar l'estat d'emergència. El General Honoré Nabéré Traoré va anunciar que comandaria un govern de transició que hauria de conduir a unes eleccions presidencials el 2015. Després d'un altre dia de protestes en massa i a causa de la pressió social el president Compaoré va dimitir.
El general Honoré Nabéré Traoré va anunciar que lideraria un govern provisional que hauria de portar a unes eleccions generals abans de 12 mesos. De totes maneres, el tinent Coronel Yacouba Isaac Zida també es va nomenar cap d'estat interí perquè Traoré era poc popular, ja que era la mà dreta de Compaoré. Hi va haver un manifest de caps de l'exèrcit que van donar suport al fet que Zida ocupés el lloc de Cap d'Estat. Tot i això, una coalició dels partits de l'oposició no estaven d'acord amb el fet que l'exèrcit ocupés el poder i es va fer una crida a més mobilitzacions el matí del 2 de novembre.
El 17 de setembre Michel Kafando, antic Ministre d'Afers Exteriors del país, fou nomenat President de la transició per les autoritats militars interines.

## Context
Després d'una esmena aprovada el 2000, la Constitució de Burkina Faso limita el govern presidencial a dues legislatures de cinc anys de durada. De totes maneres, aquesta restricció no es va aplicar de manera retrospectiva i va permetre que el president Blaise Compaoré, que governava el país des de 1987 pogués tornar a ser reelegit dues vegades, el 2005 i el 2010.
En vistes a les Eleccions presidencials de Burkina Faso de 2015, Compaoré va intentar allargar la possibilitat de tornar a ser elegit president una altra vegada amb una nova esmena constitucional. L'oposició, llavors, va demanar que es protestés contra aquesta mesura.
Les Protestes burkineses de 2011 també s'havien fet per a demanar un canvi enmig d'una economia estancada i un estat que no hi donava resposta. El govern els va fer algunes concessions. Els esdeveniments van magnificar la divisió entre l'exèrcit regular i les unitats especials.

## Protestes

### Inicials
Les protestes van començar a finals d'octubre de 2014. L'oposició va fer una crida a bloquejar el Parlament. El 28 d'octubre van començar a haver-hi batalles al carrer entre centenars de milers d'opositors al règim. Tot i això els bancs, botigues i mercats van tornar a obrir. Pargui Emile Paré, membre del Moviment del Poble per al Progrés (MPP) va dir que "una cosa és certa: nosaltres marxarem cap al parlament (el 30 d'octubre)".
El 29 d'octubre es va fer un míting multitudinari contra un "cop constitucional", en el qual van assistir centenars de milers de ciutadans i hi va haver conflictes al carrer.

### 30 d'octubre

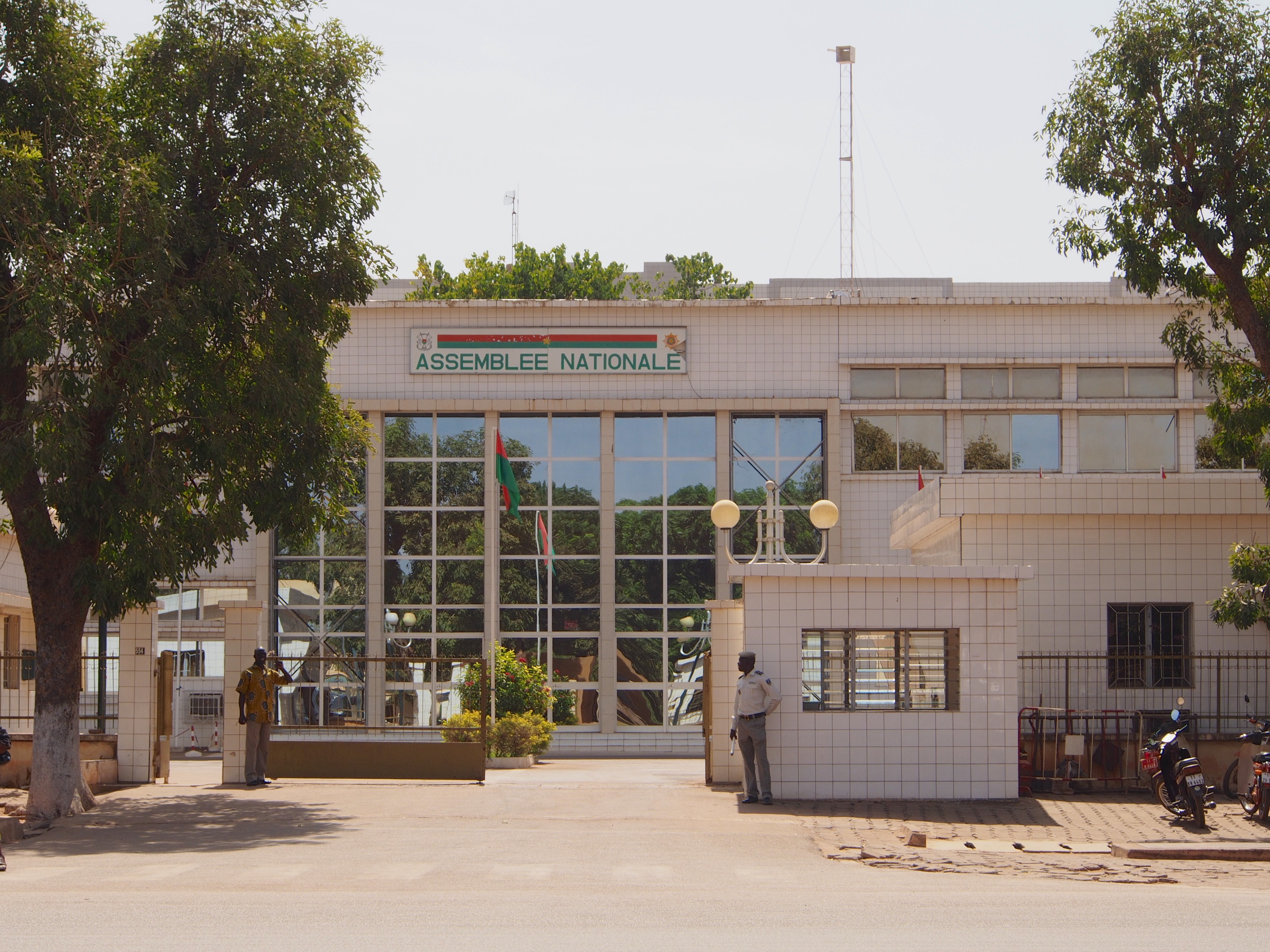
Parts de l'Assemblée Nationale (fotografiada el 2013) foren cremades durant la protesta popular el 30 d'octubre.

El 30 d'octubre van passar els esdeveniments més destacats, en els quals van participar desenes de milers de persones. La policia va utilitzar gasos lacrimògens per tal de prevenir les manifestacions, tot i que els que hi participaven van trencar les línies policials per tal de cremar els edificis governamentals com l'ajuntament i la seu del partit governamental, Congrés per la Democràcia i el Progrés (CDP). La multitud es va dirigir al Palau Presidencial mentre l'exèrcit va disparar bales de goma contra els prop de 1.500 persones que volien assaltar l'Assemblea Nacional de Burkina Faso. Els manifestants van cremar documents i van robar material informàtic, al mateix temps que van incendiar cotxes que hi havia fora l'edifici. L'edifici del Parlament també es va incendiar, tot i que es va salvar la Cambra principal. La guàrdia presidencial va obrir foc contra els civils que atacaven la casa de Frances Compaoré i van provocar almenys 3 morts. A més a més, els manifestants van ocupar els edifici i les oficines de la ràdio i la televisió nacional. A la Televisió Estatal RTB, els manifestants van ocupar el set del programa de notícies nocturn mentre que els soldats foren desplegats fora de l'edifici de la ràdio amb un vehicle blindat per defensar-lo de la multitud. S'ha documentat que durant aquest dia van perdre la vida cinc persones. Alguns soldats, incloent l'antic ministre de Defensa, el General Kouamé Louagué, es van afegir als manifestants.
La BBC va informar que en una zona on vivien diputats estava cremant, igual que l'Hotel Azalai. La Televisió estatal estava inactiva i les xarxes i els serveis de SMS i la xarxa de 3G van ser bloquejats, tot i que internet i els telèfons estaven oberts. A la ciutat de Bobo Dioulasso també hi va haver protestes violentes durant les quals es van enderrocar estàtues i es va ocupar la seu local del CDP. El mateix passava a la ciutat d'Ouahigouya. L'Aeroport d'Ouagadougou fou tancat i es van cancel·lar tots els vols que hi havien d'arribar i sortir. Molts parlamentaris van fugir a un hotel proper. El parlamentari de l'oposició Ablasse Ouedraogo va dir: "Jo estava a l'interior quan els manifestants hi van irrompre. Els agents de seguretat em van posar en un lloc segur. Ara bé, és difícil de dir què va passar després, tot i que les coses estaven fora de control perquè els manifestants no escoltaven a ningú. El General Honoré Nabéré Traoré va imposar un toc de queda nocturn.

## 31 d'octubre
Després de la crida de Diabré, l'endemà, els manifestants van concentrar-se a la Plaça de la Nació i davant les seus de l'exèrcit, demanant enmig de càntics que "complissin amb les seves responsabilitats o que ho farien ells mateixos."

## Post-dimissió de Compaoré
L'1 de novembre, el major Simon Compaoré va liderar els voluntaris a l'Operació Mana Mana (Operació Neteja-Neteja en dyula) per tal de netejar els carrers d'Ouagadougou. Una coalició dels partits de l'oposició també va emetre una declaració que deia: "La victòria de la insurrecció popular -i per tant la gestió de la transició- pertany al poble i no ha de ser confiscat de cap manera per l'exèrcit. Nosaltres reafirmem que aquesta transició ha de ser democràtica i de caràcter civil."
La seva declaració conjunta també va cridar a una "transició democràtica i civil. La victòria que neix d'aquest aixecament popular resideix en el poble i la tasca de gestionar la transició ha d'estar en mans del poble. En cap cas pot ser confiscat per l'exèrcit."
El matí del 2 de novembre es va celebrar una manifestació a la Plaça de la Nació en resposta al fet que el dia abans, l'1 de novembre, soldats lleials a Zida patrullaven els carrers d'Ouagadougou després que aquest hagués anunciat al matí a la ràdio que assumia el rol de cap d'estat interí durant la transició a la democràcia. A la plaça de la Nació hi van continuar les protestes que demanaven un nou govern civil que controlés la situació en lloc d'un govern militar, ja que havia estat un aixecament popular. A la televisió BF1, Zida va dir: "Això no és un cop d'estat sinó un aixecament popular. Jo saludo la memòria dels màrtirs d'aquest aixecament que s'han sacrificat per la nostra gent." També va fer una crida perquè la Unió Africana i l'ECOWAS donessin suport a la transició.
El mateix dia, France 24 va informar que milers de persones s'havien reunit per protestar i que hi va haver un milió de manifestants a la plaça, que es va passar a dir "Plaça de la Revolució". Els soldats van dispersar els manifestants que hi havia a l'edifici de la televisió RTB i a la Plaça de la Nació. Zida va prometre que "qualsevol acte que pugui soscavar el procés de transició serà suprimit amb vigor.
El 2 de novembre Zida, dins un comunicat llegit pel coronel Denise Auguste Barry, va donar explicacions sobre la direcció que prendria la transició política i va explicar que l'exèrcit no estava interessat en el poder i que volien facilitar la transició. A més a més, va explicar les circumstàncies en què un home va morir a l'edifici de la televisió RTB. Afirmà que "l'objectiu de les forces armades és assumir el procés de transició per tal de fer una crida a la unió de les forces vives de la nació a fi d'evitar el caos que es podria instal·lar en el país." En el comunicat fan una crida a l'ordre per assegurar la seguretat de les persones i dels béns dels ciutadans, al mateix temps que asseguren que l'exèrcit es retirarà del poder en el moment que el país hagi sortit de la situació difícil en què es troba i que contribuirà que el procés de la transició sigui legal i que no exclogui ningú. Així, es reserven el dret a reprimir amb vigor i fermesa qualsevol acte que intenti atacar el procés de la transició. Afirma que la societat civil ha estat rebuda pel cap d'estat: els membres de l'oposició, igual que les autoritats religioses i tradicionals, el cos diplomàtic i les organitzacions internacionals i els membres dels sindicats. El comunicat acaba amb l'afirmació: " Le pouvoir ne nous intéresse pas, seul l'intérêt supérieur de la nation prime, et l'armée est une institution dont l'honneur, la dignité et l'esprit de sacrifice constituent les vertus sacrées". ("El poder no ens interessa, només l'interès superior de la nació, i l'exèrcit és una institució que té l'honor, la dignitat i l'esperit de sacrifici com a veritables virtuts sagrades".) Aquest dia el nou president interí va continuar les relacions amb els membres del cos diplomàtic a la capital burkinesa per tal d'explicar la seva posició i donar garanties de restablir l'ordre constitucional i de respectar els drets humans.
Segons el diari Burkina 24 la ciutat d'Ouagadougou va tornar a fer vida normal el dilluns 3 de novembre després d'una setmana de convulsions. Aquest dia les botigues, bancs i restaurants, així com les escoles, van tornar a obrir les portes.
El 3 de novembre Zida va dir que ben aviat hi hauria d'haver un Govern d'Unitat Nacional seguint la constitució. France 24 va suggerir que Zida estava intentant passar el poder a un parlamentari o un membre de la societat civil els dies vinents, tot i que l'exèrcit segurament intentaria mantenir certa influència sobre la transició. El cap de l'oposició Zéphirin Diabré va celebrar una conferència de premsa juntament amb Tahirou Barry, Alassé Ouédrogo, Me Benéwendé Sankara, Roch Marc i Christian Kasboré; en la seva declaració van expressar el condol pels morts i ferits de les manifestacions i la bona predisposició de Zida i de l'exèrcit vers les seves propostes de la transició del poder als civils, tal com havia demanat la Unió Africana. A més a més, en aquest comunicat van expressar que l'oposició civil continuava estant unida tot i que el dia abans Saran Sérémé havia afirmat a la RTB que "hi havia alguna zona fosca" a la societat civil.

## Respostes i reaccions a Burkina Faso

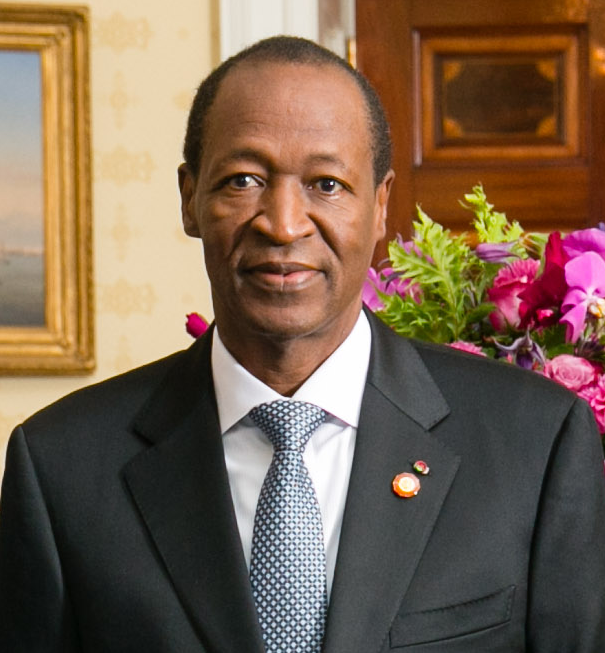
Antic President Blaise Compaoré.

Les autoritats de l'Aeroport Internacional Léopold Sédar Senghor de Dakar, entrevistades per The Guardian van confirmar que Compaoré era al Senegal, però posteriorment això es va posar en dubte. Un comunicat llegit a Radio Omega a les 17.00 hores va informar que Compaoré havia dissolt el govern, declarat l'estat d'emergència i fet una apel·lació a la calma. Posteriorment va dir que ell havia preparat l'abandonament del poder i la fi de la transició. Compaoré, més tard, va dir que ell romandria en la seva posició durant un any amb un govern de transició i després abandonaria el poder. Va afegir també que estava aixecant l'estat d'emergència que havia declarat anteriorment.
Ibrahim Sakande va anunciar l'estat d'emergència amb el cap de les forces armades. Compaoré el va justificar dient que era per tal de crear les condicions per al canvi: "Faig una crida als líders de l'oposició política a posar fi a les protestes. Prometo obrir converses amb tots els actors per acabar amb la crisi política". Benewende Sankara, president del partit Unió per al Renaixement / Moviment Sankarista que havia fet una crida per la marxa popular va dir: "El president ha d'afrontar les conseqüències".
El president del partít Unió per al Progrés i el Canvi, Zéphirin Diabré va fer una crida que els militars es posessin al costat del poble i va demanar la dimissió de Compaoré. L'activista opositor Emile Pargui va dir: "El 30 d'octubre és la primavera negra de Burkina Faso, tal com la Primavera àrab". També hi ha reportatges de mitjans de comunicació francesos que afirmen que el germà de Compaoré, Francis, fou arrestat quan intentava abandonar el país, mentre els estaments de Lougué van suggerir a l'exèrcit que podien treure Compaoré del poder. El polític opositor Simon Compaoré va dir: "És del tot necessari que Blaise Compaoré abandoni el poder i que hi hagi un govern de transició. S'ha parlat amb el general Lougue... però encara no hi ha acord". El comandament militar va anunciar posteriorment el mateix dia que altres líders de l'oposició havien parlat amb Lougué per tal de formar un govern de transició. Després de la promesa de Compaoré de mantenir converses amb tots els actors del procés per posar final a la crisi, el Cap de l'Estat Major de les forces armades, el general Honoré Nabéré Traoré va anunciar que s'erigiria un govern de transició perquè dirigís el país fins a les següents eleccions que s'haurien de celebrar abans de 12 mesos. També va anunciar un toc de queda entre les 7 de la tarda i les 6 del matí. A més a més, es van tancar les fronteres amb els altres països. Aquest govern transitori s'hauria de constituir després de parlar amb tots els partits polítics del país.
Radio Omega FM Ouaga va dir que la "revolució 2.0" (en referència al moviment popular que Thomas Sankara havia liderat el 1983 l'assassinat del qual es va atribuir a Compaoré.) havia estat una victòria de l'oposició.
Després del punt culminant de la violència del 30 d'octubre, el projecte de llei d'esmena a la Constitució fou retirat del Parlament, segons la declaració precipitada que va fer el ministre de Comunicacions Alain Edouard Traore. Compaoré també va fer una crida a la calma i la serenitat a través del twitter.

### Dimissió de Compaoré
Al cap de vint-i-quatre hores dels esdeveniments del 30 d'octubre, Compaoré encara mantenia que ell encara era el president i que lideraria el govern de transició. Mentre alguns diplomàtics internacionals donaven suport a la seva sortida, Diabré demanava als manifestants que ocupessin l'espai públic demanant la dimmissió de l'exmandatari. "L'oposició ha dit i dirà una vegada més que la condició prèvia per a qualsevol discussió relativa a la transició política és la sortida pura i simple i sense condicions de Blaise Compaoré". El raper Smockey del grup Le Balai Cotoyen va afirmar a una ràdio local que la gent s'havia de determinar d'una vegada per totes a eliminar el govern de Compaoré.

### Assumpció del poder per part de Traoré
Més tard, durant el dia, Compaoré va anunciar que havia abandonat el càrrec de President i va demanar que es fes unes eleccions lliures i transparents en 90 dies. Els manifestants es van reunir a la seu de l'exèrcit i després van aplaudir aquest anunci. Traoré, llavors, es va fer càrrec de les regnes del país com a cap d'Estat interí. Tot i que els manifestants van celebrar a Ouagadougou l'anunci en directe de Compaoré, l'estat d'ànim es va refredar quan Traoré va assumir el càrrec de cap d'estat interí. Arsene Evariste Kaboré, l'antic editor en cap de la televisió estatal va suggerir que la gent no celebrava aquesta decisió perquè Traoré era l'ajudant de camp de Compaoré. Els càntics es van tornar a sentir demanant que Traoré no governés. Alguns manifestants, fins i tot, van demanar l'elecció de Lougué, que havia estat acomiadat per Compaoré el 2003. Monou Tapsoaba, membre del Moviment pel Progrés del Poble va dir que en lloc de Traoré "necessitem algú amb credibilitat", ja que Traoré havia estat l'home de confiança de Compaoré.

### Assumpció del poder per Yacouba Issac Zida
L'antic Comandant del Regiment de Seguretat Presidencial el Coronel Lloctinent Yacouba Isaac Zida va aparèixer per a desafiar la usurpació del poder per part de Traoré al mateix temps que es va alinear amb els manifestants. Zida va anunciar les seves pròpies mesures d'emergència i va desplegar tropes als carrers. Hores després de l'anunci de Traoré, Zida va anunciar en una gravació per la pàgina web de RTB que lideraria la transició al mateix temps que va citar la impopularitat de Traoré. L'endemà, els principals caps militars van fer una declaració en què afirmaven que el tinent Coronel Yacouba Issac Zida havia estat elegit per unanimitat perquè dirigís el període de transició obert amb el final del govern de Compaoré.
Tot i això, Zéphirin Diabre, cap de l'oposició política va signar una declaració el 2 de novembre afirmant que " les informations faisant d'état d'une réunion de l'Opposition ayant abouti à la désignation de Presidents de la trasition són fausses et non fondées. Les Présidents de partis qui viendraient à s'autoproclamer Présidents de la transition parlent en leurs noms personnels. Leurs propos ou actes n'egagent donc pas l'Opposition Politique." ("Les informacions sobre una reunió de l'oposició sobre la designació d'un President de la transició són falses i no estan fonamentades. Els presidents dels partits que s'autoproclamin presidents de la transició només parlen en el seu propi nom personal. Les seves propostes no són pas de l'Oposició política"). A la declaració afegeix que com a cap de l'Oposició convida el poble burkinès que resti en calma i serenitat i que l'Oposició, juntament amb les altres forces vives de la Nació, pugnarà per una sortida ràpida de la crisi.

### Fugida de Compaoré
El 2 de novembre Compaoré havia fugit del país i es trobava a Costa d'Ivori, juntament amb la seva esposa ivorenca Chantal i el seu germà François Compaoré, que ja havia intentat fugir abans i havia estat detingut a l'aeroport. Concretament, Compaoré era a la ciutat turística de Assinie, després de passar per la capital, Yamoussoukro, segons l'agència Reuters.
Després de fugir a Costa d'Ivori, el 22 de novembre de 2014 va marxar d'aquest país per anar al Marroc. Compaoré havia estat sempre un dels principals aliats de Marroc a Àfrica.

### Autoproclamació de Kwamé Lougue
El 2 de novembre el general retirat Kwamé Louge també es va autoproclamar Cap d'Estat del país.

### Dels partits polítics de l'oposició

#### Congrés per la Democràcia i el Progrés (CDP)
El 3 de novembre hi va haver un congrés del Secretariat executiu nacional del Congrés per la Democràcia i el Progrés (CDP) en el qual es va fer públic un comunicat adreçat als seus militants i simpatitzants. Els acords que van prendre van ser:
- "Deplorem les pèrdues humanes i els mals materials succeïdes en el curs de les manifestacions i presentem condol als seus familiars i amics." i "ens compadim i transmetem encoratjament als camarades i a totes les persones que han estat víctimes d'actes de vandalisme o saquejos."
- "Aportarem tot el possible per tal que resti la pau i la tranquil·litat al país."
- "Apreciem positivament el treball de les forces de defensa i de seguretat, els actors polítics i la societat civil, les autoritats tradicionals i religioses, la Comunitat Econòmica dels Estats d'Àfrica Occidental (CEDEAO) i les Nacions Unides."
- "Invitem els responsables, militants i simpatitzants del CDP a restar mobilitzats per tal que ajudin als actors del progrés i a la pau."

### Societat Civil
El Moviment Burkinès dels Drets de l'Home i dels Pobles (MBDHP) va manifestar el 3 de novembre que saludava el coratge del poble burkinès, sobretot dels joves pel seu atac contra Compaoré, que havia confiscat el poder polític de la seva nació. A més a més, també manifestava la seva preocupació per la possibilitat que hi hagués una guerra civil, ja que ja hi havia hagut tres militars que s'havien autoproclamat caps d'estat. Deplorava i criticava que l'exèrcit es volgués apropiar de la victòria popular i manifestaven que el tinent-coronel Zida representava una prolongació de l'antic règim. Així, va manifestar que s'estava assistint a una privació progressiva de les llibertats democràtiques al país amb la instauració de l'estat de setge i amb la presa de la Plaça de la Nació d'Uagadugu per part de l'exèrcit, que havia dispersat violentament els manifestants i que havia mort un dels ocupants de l'edifici de la televisió pública. Així, també demanava que fos la societat civil la que conduís la transició fins a unes noves eleccions.
Els membres dels sindicats es van reunir amb Zida el 4 de novembre i posteriorment van emetre un comunicat en què confiaven que en pocs dies aquest cediria el poder a un poder civil de transició.

## Transició de la presidència als civils
El 13 de novembre, el cap d'estat interí, el tinent-coronel Isaac Zida va confirmar que s'estava treballant per concloure la transició del poder, que estava en mans dels militars, a la societat civil. En un comunicat televisiu, Zida va afirmar que estaven molt a prop d'aconseguir un acord sobre l'arquitectura de la transició nacional i sobre qui hauria de ser la persona més adequada per conduir-la; va afirmar que la transició l'havia de conduir un civil que hauria d'assumir el rol de Cap d'Estat i de President del país fins a les noves eleccions presidencials i legislatives, que haurien de posar fi a la transició. L'exèrcit i les forces civils del país van estar d'acord amb aquesta mesura.
L'11 de novembre una missió de la Comunitat Econòmica dels Estats d'Àfrica Occidental encapçalada per Faure Gnassingbe, president de Togo, i Macky Sall, president del Senegal, va tornar a anar a Burkina Faso per lliurar un projecte de carta per a la transició feta per una comissió de civils i militars africans per tal que el país tornés a la democràcia. En aquesta carta es proposava un govern de 25 membres i una Assemblea Nacional de Transició de 90 diputats. Aquesta iniciativa es va sumar a la que portava a terme el president de la Unió Africana Mohamed Ould Abdel Aziz (president de Mauritània) per ajudar a una transició pacífica cap a una transició que estigués en mans de la societat civil.

### Carta de la Transició
El dijous 13 de novembre al voltant de les nou del vespre es va aprovar la carta de la transició nacional. Fou aprovada pels partits polítics, la societat civil, les autoritats tradicionals i religioses i l'exèrcit de Burkina Faso. Les disposicions més destacades que va dictaminar aquesta carta són:
- El president de la transició ha de ser un civil que no pot ser cap líder polític per tal que sigui imparcial.
- El president ha de ser elegit per consens (i no per majoria), igual com el seu primer ministre. La seva missió serà la de dirigir la transició.
- El primer ministre interí dirigirà un govern de transició de 25 ministres entre els quals hi haurà d'haver dones, joves i sindicalistes. Tot i això, aquells que havien donat suport a la modificació de l'article 37 de la Constitució que va provocar l'Aixecament no en podran formar part.
- El Consell Nacional de la Transició serà compost per 90 diputats. Serà un òrgan deliberatiu dirigit per un civil i que estarà compost per 30 representants de l'antiga oposició política, 25 representants de la societat civil, 25 representants de l'exèrcit i les forces de seguretat i 10 representants de l'antiga majoria política en el poder.

### Fi de la suspensió de la Constitució
El 15 de novembre el tinent-coronel Zida va anunciar el restabliment de la Constitució de Burkina Faso que havia quedat suspesa el 31 d'octubre com a formalitat necessària per a establir un govern civil interí de transició.

## Michel Kafando elegit President interí i full de ruta de la transició civil
Michel Kafando fou nomenat president interí de transició per part del Consell Militar que governava Burkina Faso després que l'anterior president Blaise Compaoré fugís i dimitís després de l'Aixecament burkinès de 2014. Fou elegit per un comitè en el que hi havia integrats militars, caps tradicionals, polítics de l'oposició a Compaoré i membres de la societat civil entre un grup de 5 candidats entre els quals destacava Joséphine Ouédraogo, ministre de família i solidaritat en el govern de Thomas Sankara. Ell estarà encarregat de formar un govern interí de 25 ministres i no es podrà presentar a les eleccions presidencials i legislatives que s'haurien de fer abans de mitjans de 2015.
Kafando va ser proclamat president de Burkina el 21 de novembre de manera oficial i va rebre el poder de les mans d'Isaac Zida. Es va fer en una cerimònia a Ouaga 2000e en la que hi van assistir els presidents de diversos estats africans (Mali, Mohamed Ould Abdel Aziz de Mauritània, Macky Sall de Senegal, Mamadou Issoufou de Níger i Yayi Boni de Benín), els emissaris de l'ONU i la UA, els ambaixadors al país, la societat civil i els partits polítics. Ha rebut el reconeixement per part de l'ONU i la UA. Kafando té un mandat de com a màxim 12 mesos i les seves primeres mesures han estat:
- Sancionar els que han fet crims econòmics.
- Rebatejar el <<Monument als Herois Nacionals>> amb el nou nom de <<Panteó dels màrtirs de la Revolució>>
- Autoritzar que s'investigui la mort de Thomas Sankara.

### Isaac Zida Primer Ministre
El 19 de novembre el tinent-coronel Isaac Zida fou nomenat Primer Ministre del govern de transició.

## Baixes humanes i danys materials
El 3 de novembre el diari Burkina 24 va explicar que de moment hi havia hagut 8 morts en els conflictes derivats de l'Aixecament burkinès de 2014. A més a més, a l'hospital Yalgado havia assistit a uns 200 ferits.
El 4 de novembre, el partit Congrés per a la Democràcia i el Progrés, que anteriorment estava en el poder, lamenta la mort d'un dels seus militants que va morir als 72 anys en l'incendi de la seu del partit el 30 d'octubre. Aquest era Salif Ouédraogo, professor d'institut i universitat, fundador del Collège Privée de la Fraternité de Kombissiri i antic director de gabinet del Primer Ministre i membre del Secretariat Executiu Nacional del CDP.

### Danys materials
La setmana de protestes al carrer que ha viscut Uagadugu contra la reforma de l'article 37 de la Constitució de Burkina Faso perquè el president Compaoré pogués tornar-se a presentar a les eleccions també ha vist com a diverses empreses han estat objectiu de pillatges o atacs. Per exemple, l'empresa EBOMAF (de materials de construcció, pintura, ordinadors i béns mobles) i els establiments d'EDYF de material informàtic i d'electrodomèstics ho han patit. Aquesta última afirma que ha rebut danys que es podrien comptar d'entre 100.000 i 300.000 FCFA i la primera ha estimat en més de 2 milions de francs CFA les seves pèrdues.
Ra-Sabla Seydou Ouédraogo, coordinador de Free Afrik i investigador de la Universitat Uaga II ha quantificat els danys militars de l'aixecament popular de Burkina Faso en uns 200 bilions de francs CFA.

## Reaccions internacionals

### Organitzacions internacionals
- Unió Africana - Va fer una declaració en la que va expressar una preocupació profunda sobre els esdeveniments i va fer una crida a que totes les parts mantinguessin la calma.[54] Posteriorment es va fer una altra declaració: "El President de la Comissió ... posa l'accent en el deure i l'obligació de les forces de defensa i seguretat a posar-se a disposició de les autoritats civils que haurien de liderar la transició." El Consell de Pau i de Seguretat de la UA s'havia de tornar a reunir el 3 de novembre.[2] El seu líder, Simeon Oyono Esono va dir:[55] "We ask the armed forces to transfer power to the civil authorities, and the council has determined a period of two weeks for the transfer. The African Union is convinced that the change has been against democracy. However, we know that popular pressure led to the resignation of the president. Having taken note of the origin of the popular revolt which led the military to assume power, we determined a period of two weeks, and after that period we are going to apply sanctions." (Demanem a les forces armades que transfereixin el poder a les autoritats civils i el Consell ha determinat un període de dues setmanes perquè faci aquesta transferència. La Unió Africana està convençuda que el canvi ha estat en contra de la democràcia. No obstant això, sabem que la pressió popular va conduir a la renúncia del President. Havent pres nota de l'origen de la revolta popular que va portar als militars a assumir el poder, s'ha determinat que en dues setmanes transfereixi el poder o aplicarem sancions".) L'antic Primer Ministre de Togo, Edem Kodjo fou la persona que la UA va enviar a Uagadugu per tal de controlar la situació a Burkina.[56]
- ECOWAS (CEDEAO) - Va fer una declaració en que expressava la preocupació sobre un possible cop d'estat i que "no reconeixeria adhesions inconstitucionals al poder." A més a més va fer una crida a "la necessitat de respectar els principis del govern democràtic i constitucional."[57] El 2 de novembre el President John Dramani Mahama va dir que el dimecres 5 de novembre visitaria Uagadugu com a president de l'ECOWAS.[56] El 4 de novembre una missió de tres caps d'estats de l'ECOWAS estan a Uagadugu: John Dramani Mahama, president de Ghana, Macky Sall, president del Senegal i Goodluck Jonathan, president de Nigèria.[58] Aquests tres presidents s'han trobat amb els actors polítics de la societat burkinesa i amb Zida per a posar les bases d'una transició civil al país.[59] El 13 de novembre l'ECOWAS va enviar una missió encapçalada per Faure Gnassingbe, president de Togo i per Macky Sall, president del Senegal per a presentar a Zida una proposta de govern de transició civil.[44]
- Unió Europea Va fer una crida al desballestament de la proposta de l'esmena constitucional. A més va afegir que aquesta mesura que podria posar en perill l'estabilitat de Burkina Faso.[4]
- Nacions Unides L'enviat especial del secretari general Ban Ki-moon per l'Àfrica Occidental, Mohamed Ibn Chambas tenia planejat volar a Burkina Faso l'1 de novembre per tal d'intervenir en la crisi.[23]

### Estats
- Belgium El Ministre d'Afers Exteriors va fer una declaració.[60]
- France - Es va fer eco de la declaració de la Unió Europea[4] i va fer una crida a que tots els bàndols es posessin d'acord. Mitjans de comunicació locals van dir que l'ambaixador francès s'havia trobat amb alguns líders de l'oposició.[11] També va deplorar la violència.[9] França, l'antiga potència colonial té tropes especials a Burkina Faso.[11] Posteriorment el president François Hollande va dir que haurien de contribuir a calmar la situació.[16]
- Russia - El Ministre d'Afers Exteriors va fer una declaració en la que manifestava que estava seguint de prop la situació. "Creiem que la solució als problemes domèstics han de seguir la via legal. Esperem que totes les forces polítiques de Burkina Faso sigui responsable."[61]
- Taiwan - El Ministre d'Afers Exteriors va afirmar que les relacions amb Burkina Faso haurien de continuar igual després de la dimissió de Compaoré. Burkina Faso és un dels únics 22 estats que tenen relacions diplomàtiques plenes amb Taiwan.[62]
- United States - S'havia mostrat preocupat per la proposta d'esmena constitucional.[4] Bernadette Meehan, portaveu del Consell de Seguretat Nacional dels Estats Units[63] va fer una declaració en la que manifestava que els Estats Units estaven preocupats pels fets del 30 d'octubre i va fer una crida al cessament de la violència.[11] L'ambaixada a Ouagadougou va fer una declaració que afirmava que el govern dels Estats Units estava profundament preocupat per la violència i que havia instat a totes les parts, fins i tot les forces de seguretat perquè busquessin la pau.[26] Un oficial estatunidenc també va dir que era urgent pel país "una transferència de poder seguint la Constitució".[16]
- Ghana - El 2 de novembre el President John Dramani Mahama va dir que el dimecres 5 de novembre visitaria Uagadugu com a president de l'ECOWAS.[56]
- Canada - El 4 de novembre va declarar que suspenia totes les ajudes bilaterals que donava a Burkina Faso fins que hi hagués un govern civil.[64]

### Ciutadans d'Àfrica
Els ciutadans d'altres països africans, quan van veure les escenes difoses del país van preguntar si els esdeveniments de Burkina Faso acabessin en èxit, podrien ser replicats en altres estats. Les xarxes socials eren un formiguer d'africans que apuntaven els seus respectius governs que pugnaven per a mantenir-se al poder. Per a parlar sobre els esdeveniments de Burkina Faso es va utilitzar el hashtag de twitter "#lwili".

#### Burkinesos emigrats o exiliats a l'exterior
Emigrants burkinesos del Senegal reunits el matí de l'1 de novembre a l'ambaixada de Burkina Faso a Dakar van celebrar la victòria dels ciutadans aixecats contra el govern i van manifestar que s'hauria d'erigir un memorial en honor dels joves combatents que havien perdut la vida i que haurien de ser declarats herois nacionals.
Des de Montpeller, França, Mariam Sankara, vídua de l'antic president Thomas Sankara va enviar una carta destinada al poble de Burkina Faso en la que els felicitava per la seva insurrecció i exhortava a les famílies que havien perdut familiars en les manifestacions dels últims dies que demandessin Blaise Compaoré davant la justícia nacional i internacional perquè respongués dels seus crims:  "j'éprouve une immense joien en ce jour historique. Ma joie est celle de la famille Sankara, ma joie est celle de vous tous, (...). La joie de voir chassé du pouvoir celui qui croyait que le Burkina lui appartenait éternellement.(...) Je tiens à remercier toutes celles et tous ceux qui ont contribué, (...) Compaoré et ses sbires ont encore endeuillé le peuple, (...). Je souhaite un prompt rétablissement aux nombreux blessés. (...) Il doit répondre de ses actes et de ses crimes de sang. Nous devons rester mobilisés jusqu'à la victoire finale qui verra l'organisation d'électiones libres, justes et transparentes." ("Hem trobo immensament joiosa en aquest dia històric. Però la meva joia és la de la família Sankara, la meva joia és la de tots vosaltres, (...). La joia de veure cessat del poder aquell que creia que Burkina era el seu apartament etern. (...) Jo he d'agrair a tots aquells que hi heu contribuït, (...) Ell ha de respondre als seus actes i crims de sang. Hem d'estar mobilitzats fins al moment de la victòria final que ha de veure la celebració d'eleccions lliures, justes i transparents.")
Els burkinesos que viuen a Nova York van emetre un comunicat el 3 de novembre en el que saludaven el rol republicà de les forces armades burkineses i proposaven que la transició havia d'estar dirigida per la societat civil. En aquest comunicat es lamenten de les pèrdues humanes i materials, celebren la victòria de la insurrecció popular a favor de la democratització del país i feliciten el poble burkinès. Al mateix temps, afirmen que el que ha passat està lluny de ser un cop d'estat militar i que és una victòria popular i per això la transició política ha de ser conduïda per un civil acompanyada pel seguiment de la societat civil.

### Mitjans de Comunicació
- The Guardian va afirmar que els esdeveniments podrien ser "un descans prometedor per la tendència marcada per diversos governants africans a l'hora de trobar elasticitat en els límits constitucionals com Txad, Gabon, Guinea, Namíbia, Togo i Uganda."[5]
- El Christian Science Monitor va citar que els successos de Burkina Faso eren una Primavera Africana que podria servir perquè altres líders africans com el ruandès Paul Kagame posés uns límits al seu govern.
- Ryan Cummings, de la firma d'avaluació de riscos Red24 va dir que "haviem vist que era un règim que s'estava tombant", citant la pèrdua de suports del líder Compaoré a l'exèrcit i en el seu propi partit. Va afegir que "Compaoré havia estat vilipendiat per la població local que tenia aliats claus a Occident... sense el qual no es podria mantenir l'statu quo. El país és clau per a l'estabilitat regional... No hi hauria d'haver un buit de poder en el que hi podria créixer grups extremistes i que podria desestabilitzar altres països."[10] S'ha parlat que el procés tenia paral·lelismes amb la Primavera àrab.[16] Al Jazeera es va preguntar si els fets de Burkina Faso tindrien repercussions a altres països d'Àfrica Occidental i si eren un aixecament o un cop d'estat.[68]
- Maja Bovcon, consultora de riscos del grup Maplecroft's va dir: "L'exèrcit de Burkina Faso és molt poderós. També cal tenir en compte que el mateix Blaise Compaoré va arribar al poder en un cop militar el 1987 i que era un antic oficial que estava molt estretament relacionat amb els militars. Podríem descriure el règim de Burkina Faso com una mena de barreja de la cultura política i militar. No obstant això, hi ha enormes divisions - sobretot entre l'exèrcit regular i les forces especials d'elit. Després de les protestes de 2011, Blaise Compaoré va passar a tenir por del seu propi exèrcit. Per això, els soldats que hi havia a Ouagadougou no estaven ben equipats però si que n'estaven els membres de la seva guàrdia presidencial. És curiós que Isaac Zida sigui un membre de la guàrdia presidencial i ha esdevingut el cap del govern de la transició. És molt interessant veure com es comportarà Zida en el futur i quina relació té amb l'oposició."[6]